# 千葉県暴力団追放県民会議
公益財団法人千葉県暴力団追放県民会議（ちばけんぼうりょくだんついほうけんみんかいぎ）とは、 暴力団員による不当な行為の防止等に関する法律の第32条に基づき、千葉県公安委員会から暴力追放運動推進センターとして指定を受けた公益法人である。千葉県暴力追放運動推進センターとも呼ばれる。

## 暴力団の情勢
千葉県において2007年末で把握することができた暴力団勢力は約2,900人と、前年に比べてやや減少の傾向が見られるが、その実態は不透明なものである。千葉県公安委員会が指定した指定暴力団勢力は約2,800人で県内の90%以上を占め、主な団体は、住吉会、稲川会、双愛会、六代目山口組、極東会、松葉会等で、このうち住吉会が30％以上を占める県内の最大勢力となっている。